# Euselasia pullata
Euselasia pullata is een vlindersoort uit de familie van de prachtvlinders (Riodinidae), onderfamilie Euselasiinae.
Euselasia pullata werd in 1927 beschreven door Stichel.